# Richard Jensen
Richard Olav Jensen (* 17. März 1996 in Porvoo) ist ein finnischer Fußballspieler, der zuletzt beim FC Aberdeen in der Scottish Premiership unter Vertrag stand. Er ist zudem seit dem Jahr 2022 Nationalspieler von Finnland.

## Karriere

### Verein
Der in Porvoo, etwa 50 km nordöstlich von Helsinki geborene Richard Jensen begann seine Karriere im Kindesalter in den Jugendmannschaften des FC Futura. Über den FC Honka Espoo wechselte er später zum finnischen Rekordmeister HJK Helsinki. Im Juli 2012 wechselte er aus der U-19-Mannschaft der Hauptstädter in die Niederlande in die Nachwuchsakademie des FC Twente Enschede. Zwei Jahre später folgte ihm auch sein Bruder Fredrik nach Enschede. Ab der Saison 2016/17 kam er für Jong Twente zum Einsatz. Am 20. Januar 2018 gab er sein Debüt in der ersten Mannschaft im Ligaspiel der Eredivisie gegen Roda JC Kerkrade.
Bis zum Ende der Saison 2017/18 absolvierte er neun weitere Ligaspiele.
Am 23. Juli 2018 wechselte Jensen zum niederländischen Zweitligisten Roda JC Kerkrade und unterschrieb einen Zweijahresvertrag. Sein Debüt für Roda gab er am 17. August 2018, als er in einem Spiel gegen Jong Ajax die vollen 90 Minuten spielte. Ab März 2019 fiel er die restliche Saison mit einer Meniskusverletzung aus. In der Saison 2019/20 erlitt er am 2. Spieltag eine Knieverletzung. Nachdem Jensen ab Januar 2020 wieder für Roda aktiv war, erlitt er im Oktober desselben Jahres eine Oberschenkelverletzung. In der Spielzeit 2021/22 war er Stammspieler und Kapitän von Roda und spielte auch mit einem Nasenbeinbruch die Saison zu Ende.
Am 20. Juli 2022 gab der polnische Erstligist Górnik Zabrze die Verpflichtung von Jensen mit einem Einjahresvertrag bekannt. Am 7. Februar 2023 wurde sein Vertrag bis Ende Juni 2024 verlängert.
Am 23. August 2023 unterschrieb Jensen einen Dreijahresvertrag beim schottischen Erstligisten FC Aberdeen, der eine Ablösesumme von 550.000 Euro zahlte. Ende August 2024 wurde er an Vejle BK verliehen. Nach der Leihe wurde sein Vertrag in Aberdeen aufgelöst.

### Nationalmannschaft
Jensen war zwischen den Jahren 2012 und 2018 Junioren-Nationalspieler für Finnland in verschiedenen Jugendebenen. Er führte zuletzt die finnische U21-Nationalmannschaft in der Qualifikation zur U21-Europameisterschaft 2019 als Kapitän an.
Sein Debüt für die Finnische Nationalmannschaft gab er am 7. Juni 2022 in der Nations League im Olympiastadion von Helsinki gegen Montenegro.

## Familie
Sein jüngerer Bruder Fredrik Jensen ist ebenfalls Fußballspieler und steht in der deutschen Bundesliga beim FC Augsburg unter Vertrag.